# Harsziésze (Ámon-pap)

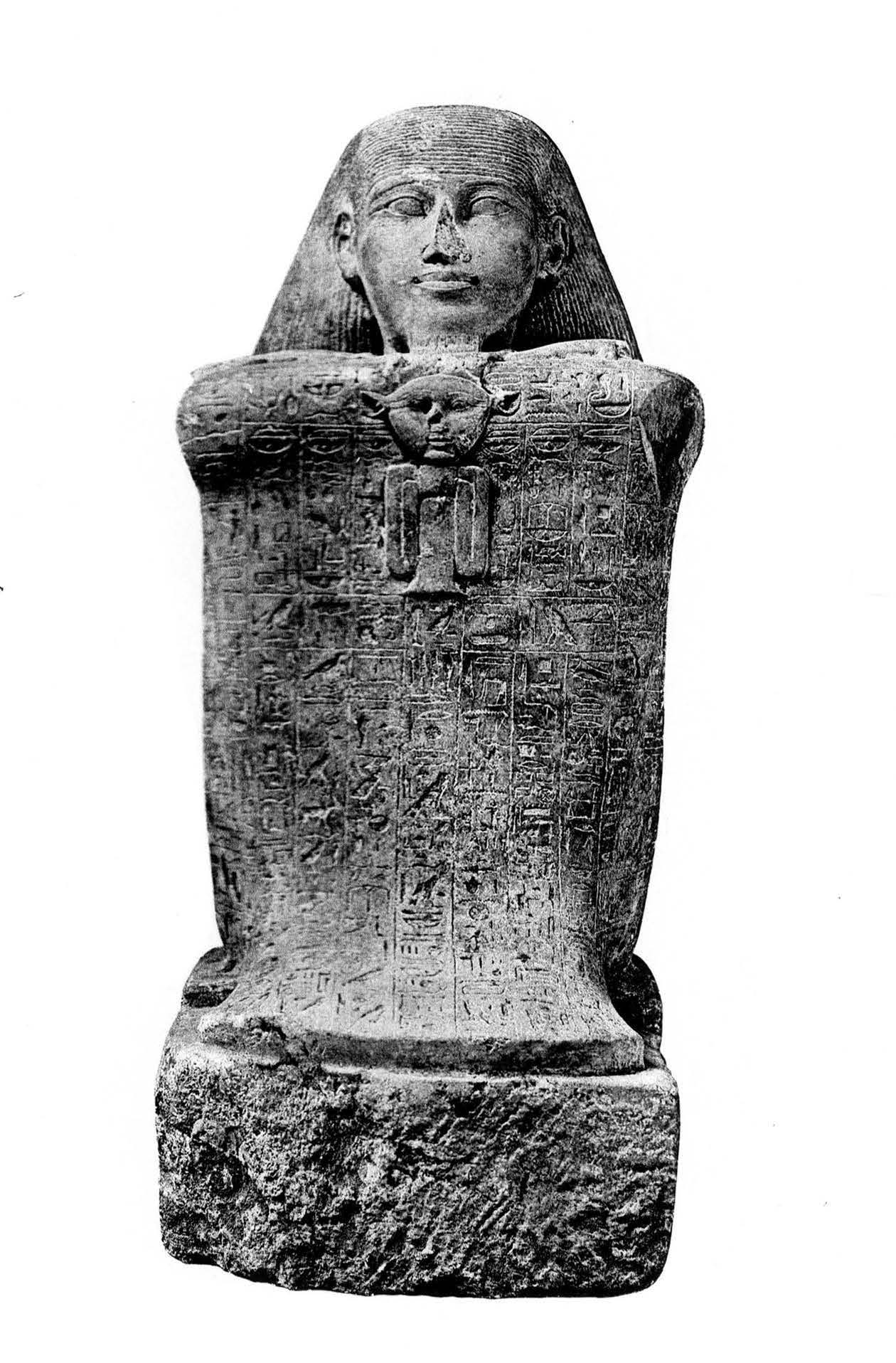
Harsziésze kockaszobra Karnakból. Egyiptomi Múzeum, CG 42210

Harsziésze (ḥr-s3-3s.t, „Hórusz, Ízisz fia)” ókori egyiptomi pap, Ámon második prófétája (rangban a főpap után következő pap) a XXII. dinasztia idején, II. Oszorkon és Harsziésze uralkodása alatt.
Apja Ámon negyedik prófétája, Nahtefmut, más néven Dzsedthotiufanh, anyja Neszmut. Nahtefmut másodunokatestvére volt Oszorkon fáraónak, Ámon-papi címe mellett Honszu második és harmadik prófétája is volt. Harsziésze viselte élete során az „Ámon negyedik prófétája”, „Ámon második prófétája”, „Alsó-Egyiptom királyának pecsétőre”, „A király szeme Karnakban” és az „Ámon isteni imádója birtokának levélírója” címet is. Felesége Iszetweret volt, Harsziésze fáraó lánya. Fiuk, Dzsedhonsziufanh később Ámon negyedik prófétája lett.
Harsziésze közeli kapcsolatban állt a királlyal. A fia által készíttetett szobron leírják, hogy képes volt lecsillapítani a feldühödött uralkodót.
„Hangom minden nap hallatszott őfelsége előtt; más tisztségviselői mindig azt mondták, amit hallani akart, én azonban nem féltem. Én voltam az, aki megbékítette szívét, mikor a legvadabb dühbe gurult. Elégedett volt a szavakkal, melyeket szám kiejtett, hogy elhozom neki minden egyes ország ajándékait. Én oltottam ki a társalgás hevét nyugalommal, míg el nem hoztam neki a megfelelő mértékű elégedettséget.”

## Szobrai
- Említik egy szobron, melyet ő állíttatott apjának, Nahtefmutnak (Karnak T 35; Cairo JE 91720).[2]
- Fia, Dzsedhonsziufanh állíttatott neki egy szobrot. Fia ezen azokat a címeket viseli, amelyeket egykor apja: Ámon negyedik prófétája, Alsó-Egyiptom királyának pecsétőre, A király szeme Karnakban. Maga Harsziésze az Ámon második prófétája címet viseli. (Cairo CG 42210)[2]